# Fantasy General
Fantasy General est un jeu vidéo de type wargame  qui se déroule dans un univers médiéval-fantastique ; il a été édité en 1996 par Strategic Simulations (SSI). Ce wargame, basé sur le moteur de Panzer General, propose une longue campagne, cinq scénarios, et un éditeur appelé « Arène » ; le mode multijoueur permet de jouer par mail.

## Trame
Fantasy General se déroule dans un univers médiéval-fantastique, dans le monde fictif d’Aer. Autrefois paisible, celui-ci est sous le joug d’un sorcier maléfique, le seigneur de l’Ombre. Le joueur incarne un des quatre héros – le chevalier Marshal Calis, le seigneur de guerre Marchas, l’archimage Krell et la sorcière Mordra – chargé par le conseil des cinq de renverser le sorcier.

## Système de jeu
Fantasy General est un wargame qui s’appuie sur le moteur de jeu de Panzer General mais dont il transpose le contexte dans un univers médiéval-fantastique. Le jeu se présente sous la forme de scénarios, regroupés ou non au sein d’une campagne. Un scénario se déroule au tour par tour sur une carte divisée en cases hexagonales, sur laquelle les joueurs déplacent leurs unités. À chaque case de la carte est associé un type de terrain, plus ou moins difficile à traverser et plus ou moins favorable aux différents types d'unités. Une option permet d’activer un brouillard de guerre qui laisse visible le terrain mais qui cache au joueur les unités ennemies n’étant pas dans le champ de vision d’une unité amie. L’objectif du joueur est de conquérir un certain nombre de lieux (cités, grotte, sanctuaires) disséminés sur une carte, dans le nombre de tour imparti,. La capture d’un lieu offre un bonus au joueur, qui dépend de sa nature : les cités lui permettent par exemple d’obtenir de l’or alors que les sanctuaires cachent généralement des objets magiques, des trésors ou des héros qui rejoignent alors l’armée du joueur. Un scénario débute par une phase de déploiement lors de laquelle les joueurs peuvent positionner leurs unités dans des zones prédéterminées de la carte.
Chacun à leur tour, les joueurs peuvent ordonner à chacune de leurs unités de combattre (ou de lancer un sort) puis de se déplacer, de se déplacer puis de combattre, ou de se reposer. Le jeu gère deux types de combats différents : les attaques à distance et les combats au corps à corps. Les attaques à distances de l’artillerie d’un sortilège permettent d’infliger des dégâts à l’adversaire sans prendre de risque. De son côté, le combat rapproché de l’infanterie, de la cavalerie, des héros et des unités volantes est souvent plus efficace, mais aussi plus risqué. Chaque unité se déplace et attaque individuellement, les attaques étant résolues avant de basculer sur une autre unité. Lorsqu’une unité subit des pertes au combat, il est possible de la soigner. Il est également possible d’améliorer une unité lorsque des unités plus avancées deviennent disponible. C’est par exemple le cas des catapultes qui peuvent être transformées en canons lorsque ces derniers sont débloqués. Il est enfin possible de recruter de nouvelles unités, qui apparaissent alors dans une ville d’un territoire contrôlé par le joueur. Soigner, améliorer ou recruter une unité immobilise cette dernière pendant le tour actif. Ces actions doivent de plus être payées en or, que le joueur obtient en capturant des objectifs, des cités ou des sanctuaires contrôlés par l’ennemi. Lors des campagnes, le joueur dispose d’un noyau central de troupes, qui le suivent d’un scénario à l’autre. En fonction des scénarios, ces unités se voient assister par différentes unités auxiliaires qui ne restent présente que le temps de quelques missions.
Les campagnes de Fantasy General sont constituées d’une quarantaine de scénarios, chacun prenant place dans un des cinq environnements du jeu : plaines, forêt, jungle et marécage, neige et ennemis innombrables. Avant de débuter une campagne, le joueur doit d’abord se choisir un chef parmi les quatre qui lui sont proposés : l’archimage, qui peut lancer des sorts en n’importe quel point d’une carte ; le seigneur, spécialisé dans le recrutement ; le maréchal, qui peut soigner ses unités ; et la sorcière, qui peut répandre la peste et soigner les animaux. Il doit ensuite se constitué une armée en utilisant les unités qui lui sont proposées, qui varient en fonction du héros sélectionné,. La sorcière donne ainsi accès à des créatures fantastiques comme les hydres, les griffons et les morts-vivants alors que l’archimage permet de recruter des humains, des hommes-arbres ou des centaures. Les unités appartiennent à quatre races (animal, magique, mécanique et mortel) qui sont divisées en différentes catégories incluant l’infanterie (légère ou lourde), la cavalerie (légère ou lourde), les tirailleurs, les archers, l’artillerie, les lanceurs de sorts et les unités volantes,. Ces unités sont caractérisées dans différents domaines dont le combat au corps à corps, l’attaque, l’armure et les points de vie, de sort et de mouvement. Chaque catégorie d’unité dispose de spécificités qui les rendent plus ou moins efficace en fonction de la situation et des unités qu’elles affrontent. Au cours de la campagne, les unités gagnent de l’expérience et évolue sur une échelle de cinq niveau. Ces niveaux leurs confère des bonus, qui augmente leur efficacité au combat. Les nouvelles unités commencent la partie sans expérience et il est donc important de préserver les unités les plus expérimentés. En revanche, améliorer une unité ne lui fait pas perdre son expérience.

## Développement et publication
Fantasy General est développé par une équipe dédiée de Strategic Simulations, désigné sous le nom de SSI Special Projects Group.  L’équipe s’appuie pour cela sur le moteur de jeu de Panzer General. Le jeu est publié par Strategic Simulations sur PC en avril 1996 .
Fantasy General est également publié en mai 2015 sur GOG.com .

## Accueil
| Fantasy General       |      |       |
| Média                 | Pays | Notes |
| Computer Gaming World | US   | 5/5   |
| GameSpot              | US   | 49 %  |
| Gen4                  | FR   | 4/5   |
| Joystick              | FR   | 90 %  |

En septembre 1997, Fantasy General dépasse les 50 000 copies vendues.